# ورزشکاه دی ویجربرگ
ورزشکاه دی ویجربرگ (به هلندی: Stadion De Vijverberg) یک ورزشگاه فوتبال در هلند است که در دوتینخم واقع شده‌است.